# Bruno Cuche
Pour les articles homonymes, voir Cuche.
Bruno Cuche, né le 13 avril 1948 à Constance (Allemagne), est un général français. Il a exercé les fonctions de  chef d'état major de l'armée de terre du 15 juillet 2006 au 1er juillet 2008.

## Biographie
Il est le petit-fils du général Émile Hogard.
Après deux années de classe préparatoire (« corniche ») au Prytanée national militaire, il intègre l'École spéciale militaire de Saint-Cyr comme élève-officier en septembre 1968. Sa promotion portera le nom de Souvenir de Napoléon. À l'issue de sa scolarité, il choisit l'arme blindée et cavalerie.
En 1970, il effectue le stage d'officier-élève à l'École d'application de l'arme blindée cavalerie, avant d'être affecté au 8e régiment de dragons à Morhange. Il est promu lieutenant en 1971.
En juillet 1975, il rejoint l'École d'application de l'arme blindée cavalerie de Saumur. Il est promu capitaine en janvier 1976. En août 1977, il est affecté au 2e régiment de hussards à Orléans où il prendra le commandement du 2e escadron. En 1979, affecté au 501e régiment de chars de combat, il poursuit son temps de commandement à l'escadron d'éclairage de la 2e division blindée situé à Saint-Germain-en-Laye.
En 1981, il effectue un stage à l'École royale des blindés de Bovington (Grande-Bretagne). Il rejoint ensuite l'état-major du gouverneur militaire de Metz où il assume les fonctions d'aide de camp. Il est promu commandant en juillet 1982.
D'août 1984 à juin 1985, au cours de son cursus de formation à l'Enseignement militaire supérieur scientifique et technique, il est désigné pour suivre un stage au Canadian Forces Command and Staff College à Toronto (Canada).
Membre de la 99e promotion de l'École supérieure de guerre, il rejoint ensuite l'École d'application de l'arme blindée et cavalerie à Saumur où il occupe le poste de chef du bureau emploi à la 12e DLB. Il est promu lieutenant-colonel en juillet 1986.
Il sert ensuite en 1989 à l'inspection de l'arme blindée et cavalerie comme officier rédacteur chargé de l'instruction. Il est promu colonel en décembre 1990.
De 1992 à 1994, il commande le 501e régiment de chars de combat à Rambouillet.
Affecté par la suite à l'état-major des armées, il y exerce les fonctions de chargé de mission avant de rejoindre, en 1996, le cabinet du ministre de la Défense.
Promu général de brigade en 1998, il est affecté à la 2e division blindée où il assume les fonctions d'adjoint au général commandant. Lors de la guerre du Kosovo, il prend la tête du contingent français de la KFOR début juin 1999 en remplacement du général Marcel Valentin. Il commande l'entrée de troupes françaises de la KFOR au Kosovo le 12 juin 1999 ainsi que dans Mitrovica le 17 juin 1999,.
Il quitte le commandement de la 2e BB en 2000, pour prendre celui des écoles de Coëtquidan. Général de division en 2001, puis de corps d'armée en 2003, il est nommé inspecteur de l'armée de terre la même année.
Promu général d'armée le 16 juillet 2006, il est nommé chef d'état-major de l'Armée de terre le même jour.
Le 1er juillet 2008, il présente sa démission au président de la République Nicolas Sarkozy, qui l'accepte le même jour. Elle fait suite à l'accident de Carcassonne du 29 juin 2008 où dix-sept personnes ont été blessées par un sergent qui avait tiré, par erreur à balles réelles lors d'un exercice. Nicolas Sarkozy aurait reproché en substance « l'amateurisme » des forces armées, ayant ainsi conduit à la démission de ce général cinq étoiles quelques semaines avant son départ prévu fin août du service actif pour cause de limite d'âge. Il a été remplacé par le général Elrick Irastorza le 2 juillet 2008.
Le 27 mai 2009, il est nommé en Conseil des ministres gouverneur des Invalides en succession du général Hervé Gobilliard. Le général Bertrand Ract-Madoux lui succède à ce poste le 19 septembre 2014.
Il a été  président de l'Association des Anciens de la 2e division blindée et président de la Fondation Maréchal Leclerc de Hauteclocque jusqu'en mai 2020, remplacé alors par le général Jean-Paul Michel.

## Décorations
|  |  |  |
|  |  |  |
|  |  |  |
|  |  |  |

### Intitulé
Grand officier de la Légion d'honneur
 Chevalier de l'ordre national du Mérite
 Croix de guerre des Théâtres d'opérations extérieurs
 Croix du combattant
 Médaille de reconnaissance de la Nation
 Médaille commémorative française
| Pays                     | Décoration                                            | Rang                        | Ruban |
| ------------------------ | ----------------------------------------------------- | --------------------------- | ----- |
| Ordre souverain de Malte | ordre pro Merito Militensi                            | Chevalier à titre militaire |       |
| Allemagne                | Ordre du Mérite de la République fédérale d'Allemagne | Commandeur                  |       |
| OTAN                     | Médaille de l'OTAN                                    | Ex-Yougoslavie              |       |
| OTAN                     | Médaille de l'OTAN                                    | Kosovo                      |       |
| Danemark                 | Médaille du Mérite                                    |                             |       |